# Viktor Rasjtsjoepkin
Viktor Ivanovitsj Rasjtsjoepkin (Russisch:Виктор Иванович Ращупкин) (Kamensk-Oeralski, 16 oktober 1950) is een Sovjet-Russisch voormalig atleet, die gespecialiseerd was in het discuswerpen. Hij werd olympisch kampioen en nationaal kampioen in deze discipline.
Rasjtsjoepkin werd in 1979 Sovjet-kampioen discuswerpen, nadat hij het jaar ervoor tweede was geworden. Op de Olympische Spelen van 1980 in Moskou won hij een gouden medaille bij het discuswerpen. Met een beste poging van 66,64 versloeg hij de Tsjecho-Slowaak Imrich Bugár (zilver; 66,38) en de Cubaan Luis Delís (brons; 66,32). Favoriet en wereldrecordhouder Wolfgang Schmidt moest genoegen nemen met een vierde plaats.
Met de dood van Al Oerter op 1 oktober 2007 werd Rasjtsjoepkin de oudste nog levende olympisch kampioen in het discuswerpen. Hij is precies een maand ouder dan Mac Wilkins, de olympisch kampioen van 1976.

## Titels
- Olympisch kampioen discuswerpen - 1980
- Sovjet kampioen discuswerpen - 1979

## Palmares

### discuswerpen
- 1980:  OS - 66,38 m

1896: Bob Garrett ·
1900: Rudolf Bauer ·
1904: Martin Sheridan ·
1906: Martin Sheridan ·
1908: Martin Sheridan ·
1912: Armas Taipale ·
1920: Elmer Niklander ·
1924: Bud Houser ·
1928: Bud Houser ·
1932: John Anderson ·
1936: Ken Carpenter ·
1948: Adolfo Consolini ·
1952: Sim Iness ·
1956: Al Oerter ·
1960: Al Oerter ·
1964: Al Oerter ·
1968: Al Oerter ·
1972: Ludvík Daněk ·
1976: Mac Wilkins ·
1980: Viktor Rasjtsjoepkin ·
1984: Rolf Danneberg ·
1988: Jürgen Schult ·
1992: Romas Ubartas ·
1996: Lars Riedel ·
2000: Virgilijus Alekna ·
2004: Virgilijus Alekna ·
2008: Gerd Kanter ·
2012: Robert Harting ·
2016: Christoph Harting ·
2020: Daniel Ståhl ·
2024: Rojé Stona